# Windhoek Est
Il distretto elettorale di Windhoek Est è un distretto elettorale della Namibia situato nella Regione di Khomas con 22.712 abitanti al censimento del 2011.
È formato dai seguenti sobborghi:Auasblick, Avis, Klein Windhoek, Ludwigsdorf, Luxury Hill, Olympia e Suiderhof.
È il distretto dove sono concentrate le ambasciate, i centri commerciali e le cliniche private.